# بيازا داي ميراكولي

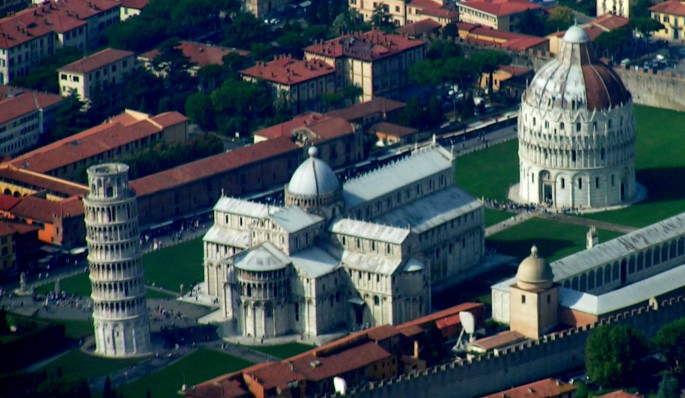
بيازا داي ميراكولي ، أو "بيازا دل دومو" ، بيزا.

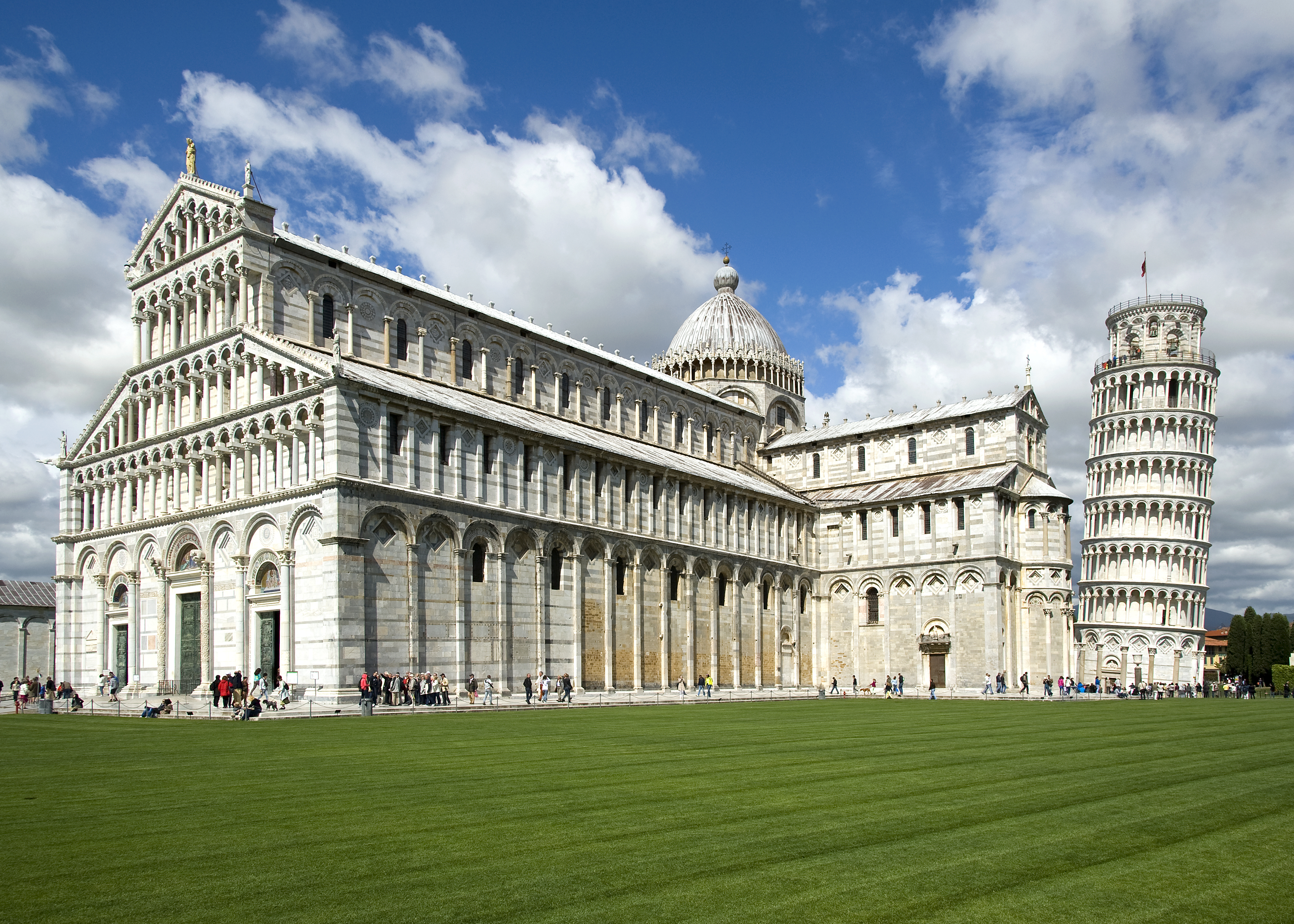
كتدرائية بيزا وخلفها برج بيزا المائل.

بيازا داي ميراكولي أو بيازا دل دومو (بالإيطالية: Piazza dei Miracoli) ومعناها «ميدان المعجزة» هو أهم ميدان في مدينة بيزا الإيطالية، الشهيرة ببرج بيزا المائل. تقع مدينة بيزا بالقرب من سيينا بالقرب من الساحل الغربي لإيطاليا، شمال روما. وقد أطلق الشاعر الإيطالي «جابرييل دانونسيو» اسم ميدان المعجزة على ميدان الكتدرائية «بيازا دل دومو».

يقع ميدان «بيازا داي ميراكولي» في مساحة خضراء بالقرب من حائط مدينة ابيزا في الجزء الشمالي الغربي من المدينة القديمة. تلك المنطقة البعيدة نسبيا عن وسط المدينة تعتبر غريبة على الفن المعماري الإيطالي. فعلى تلك المساحة الخضراء توجد المجمع الشهير لمدينة بيزا، المتكون من كنيسة الغطاس Baptisterium وهي أكبر كنيسة غطاس في العالم، والمقابر الكبيرة «كامبوسانتو مومنومنتالي»، وبرج بيزا المائل.
تلك المباني من أعظم المنشآت المعمارية من العصور الوسطى ن وكان لها تأثيرا كبيرا على الفن المعماري في إيطاليا خلال حقبة القرنين 11 و14
. بنيت تلك المباني الدقيقة الزركشة من الرخام الأبيض الناصع وتقف على أرضية واسعة خضراء، فتعطي منظرا خلابا. سجلت اليونسكو بيازا داي ميراكولي كموقع تراث عالمي في عام 1987.

## صور من الميدان

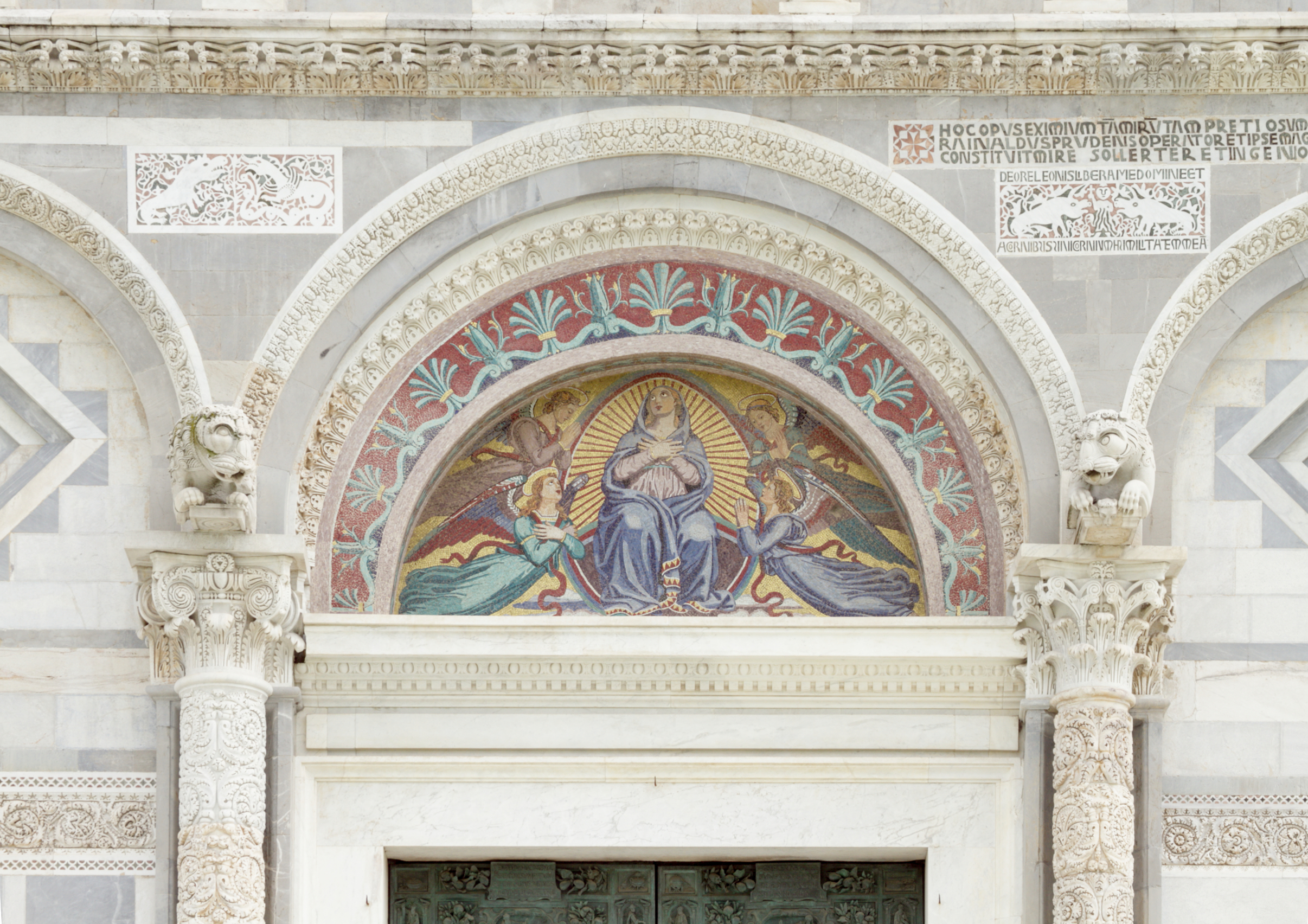
لوحة كوة هلالية فوق باب الكتدرائية
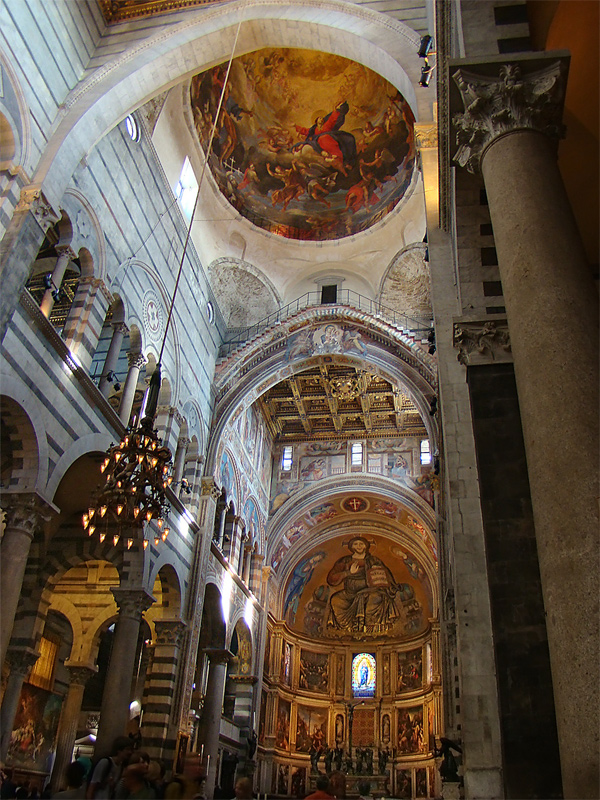
Apse with mosaic
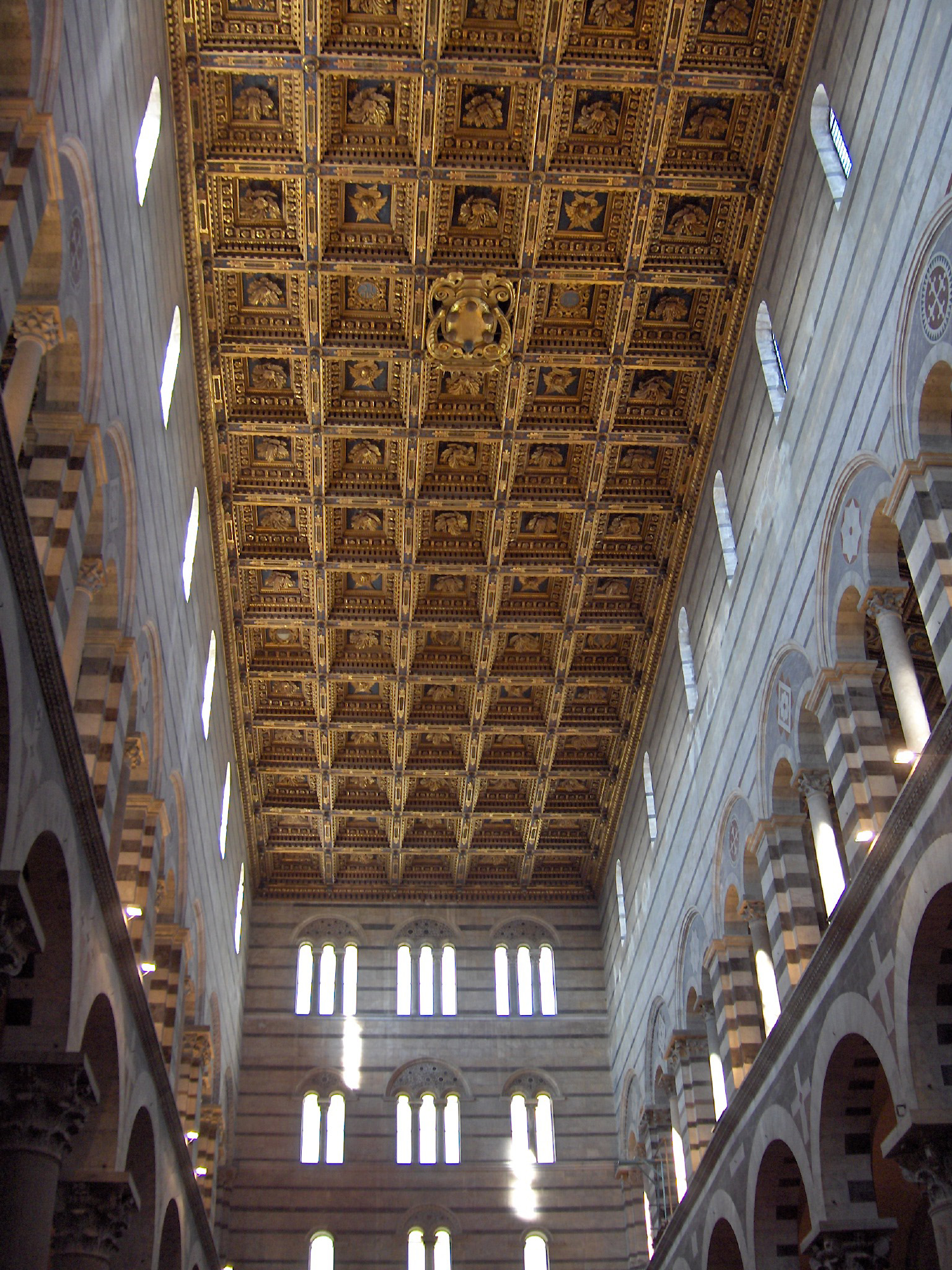
غور
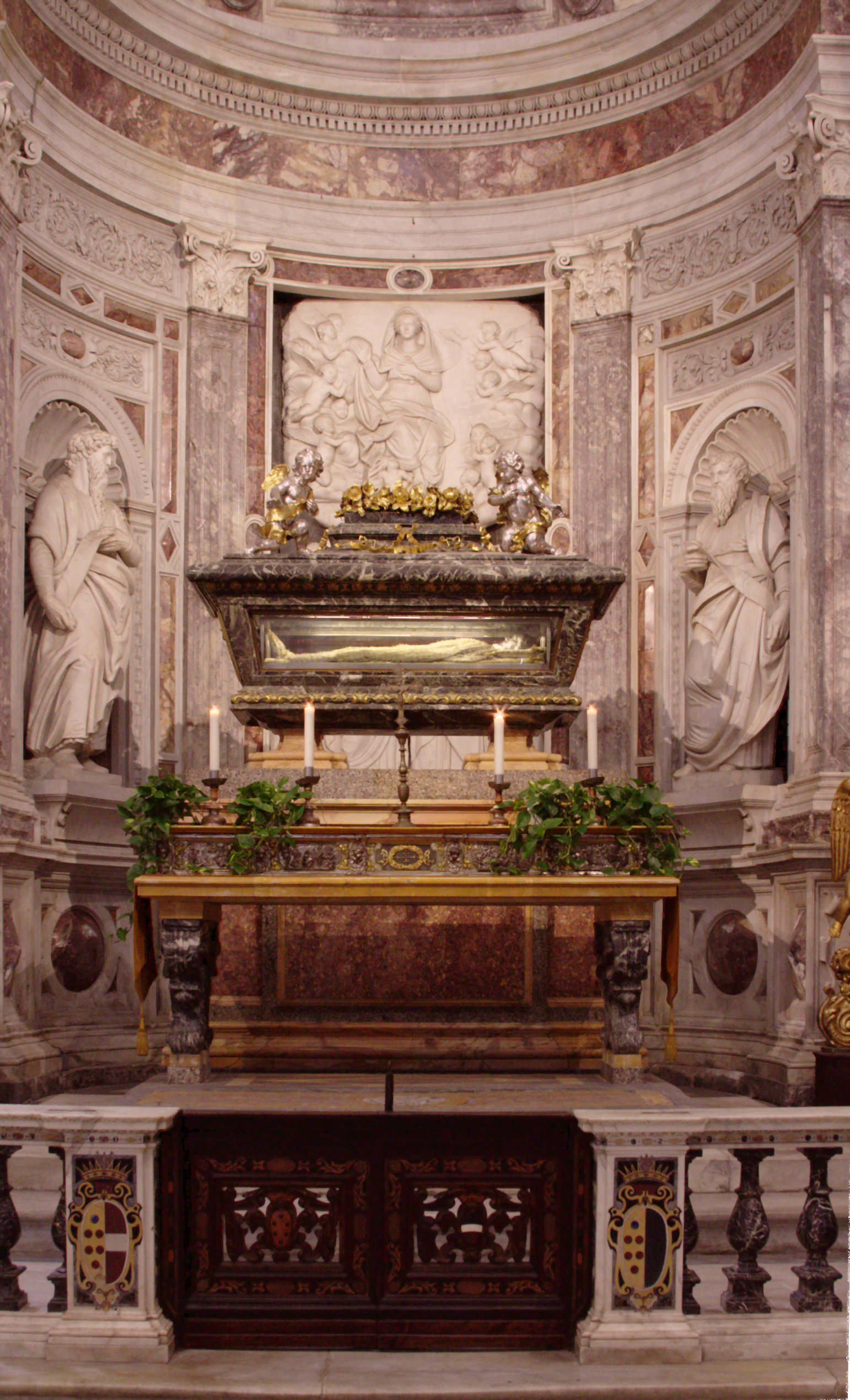
Altar of St. Rainerius
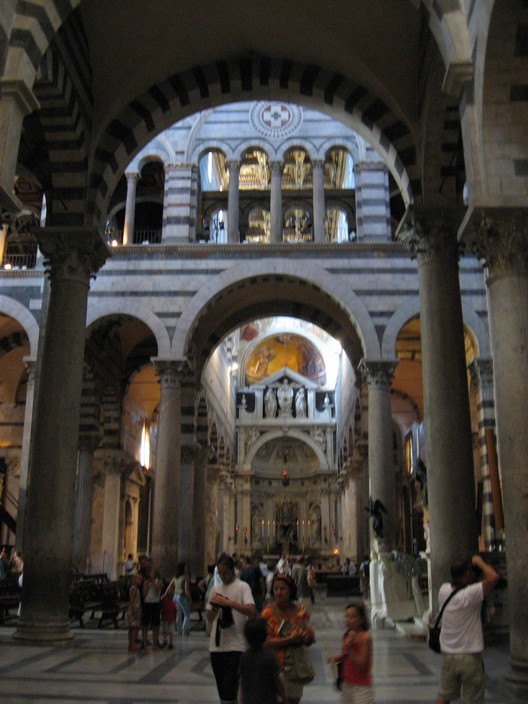
Interior view of central part
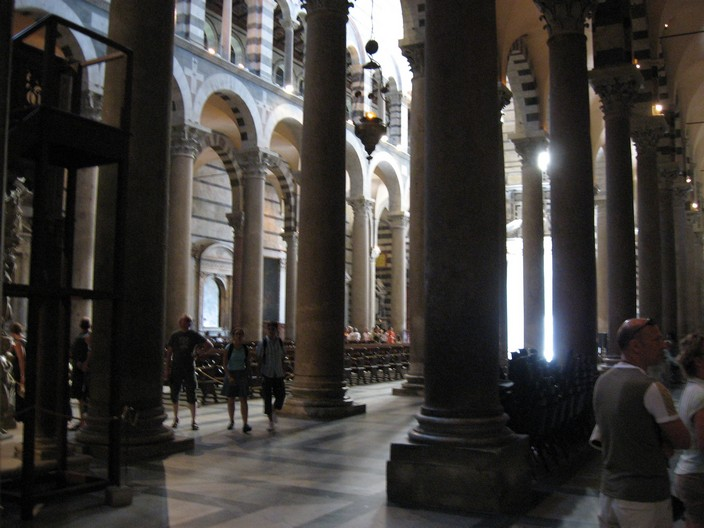
Marble colomns
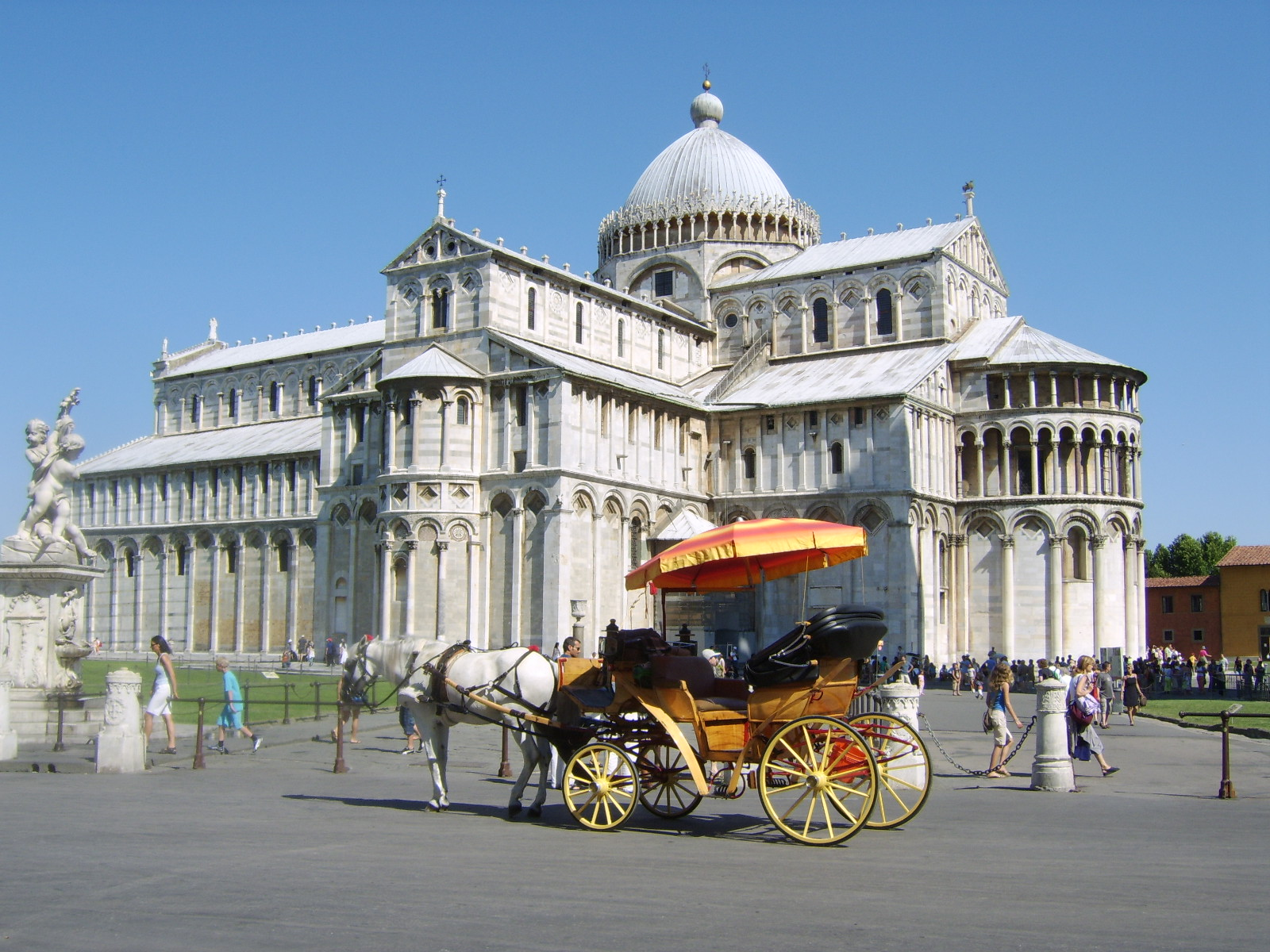
The Compound, with the عنقاء بيزا high above the apse on a column
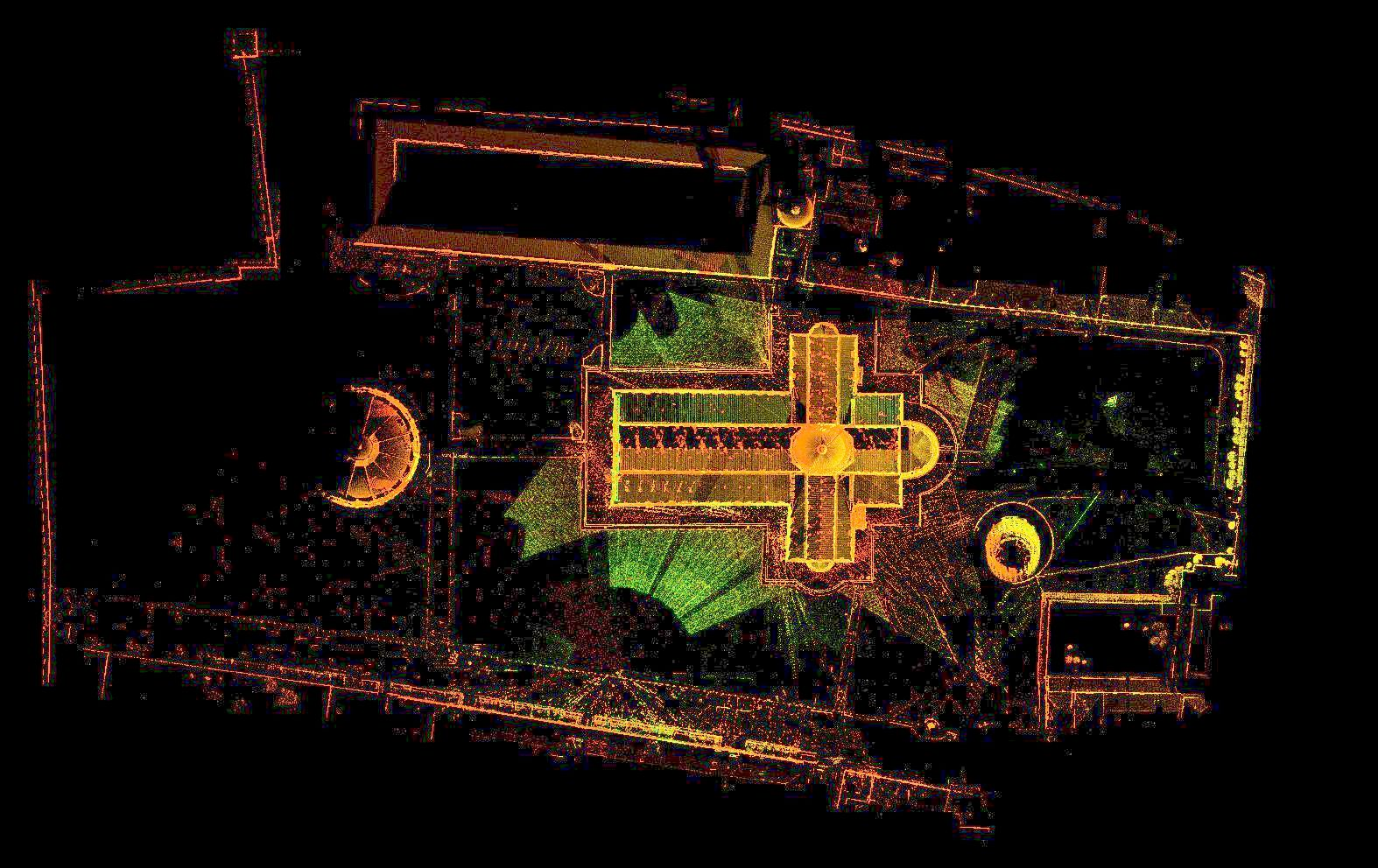
Aerial perspective of Piazza del Duomo
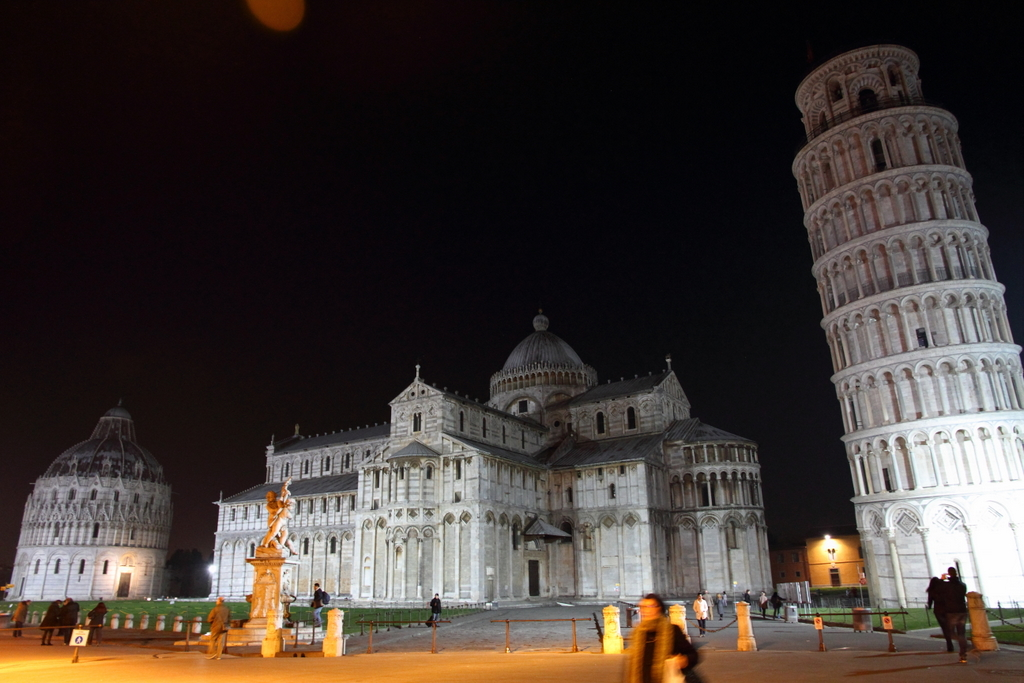
Pisa Tower with cathedral and baptistry at night
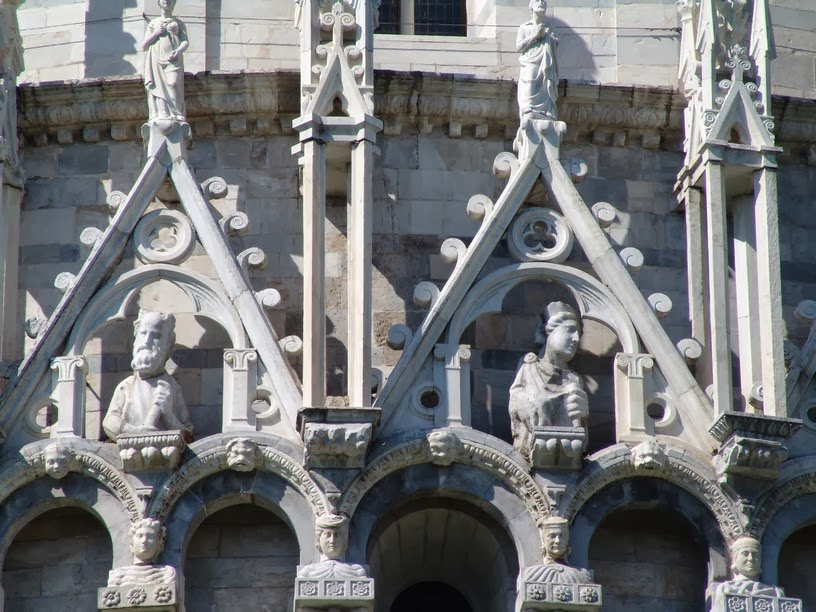
Details in Romanesque architecture style

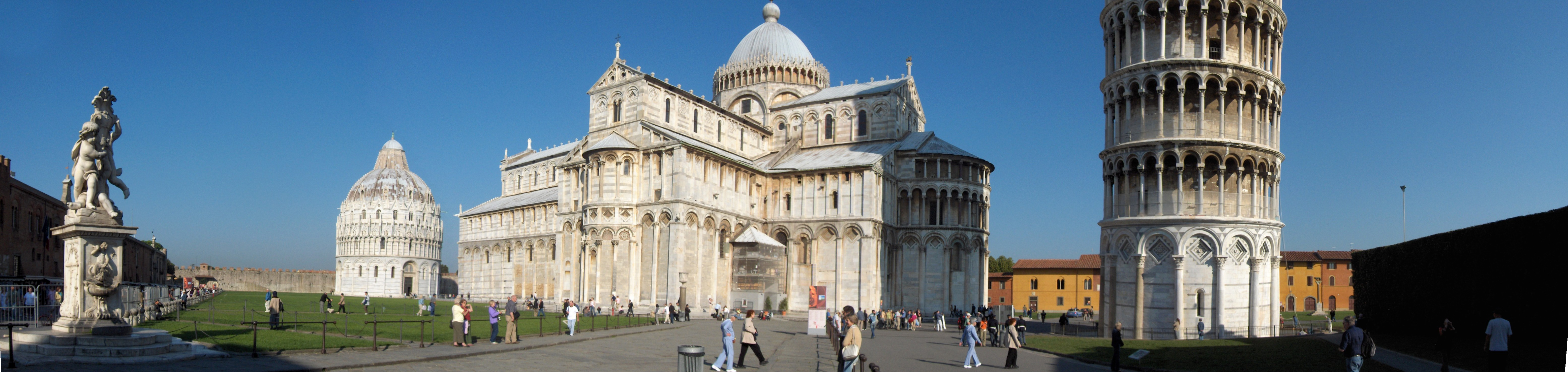
Panoramic view

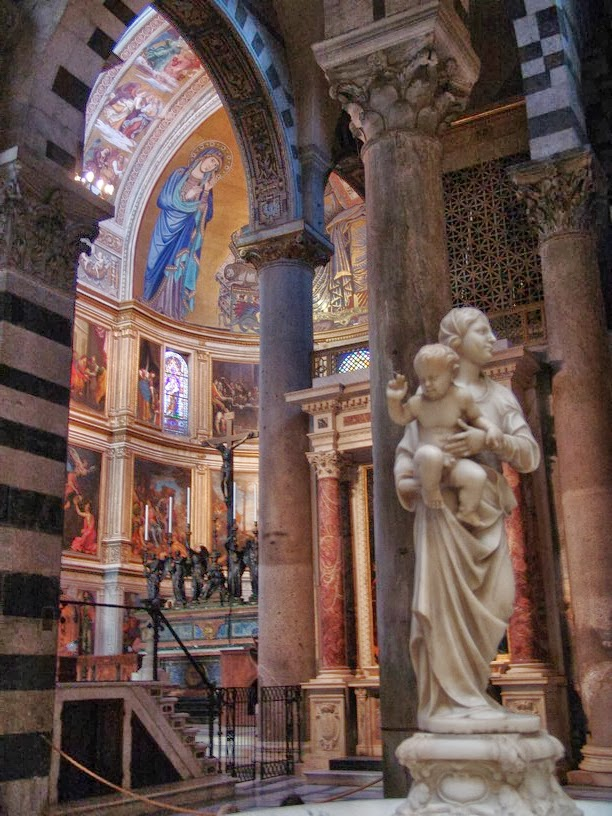
White marble statue
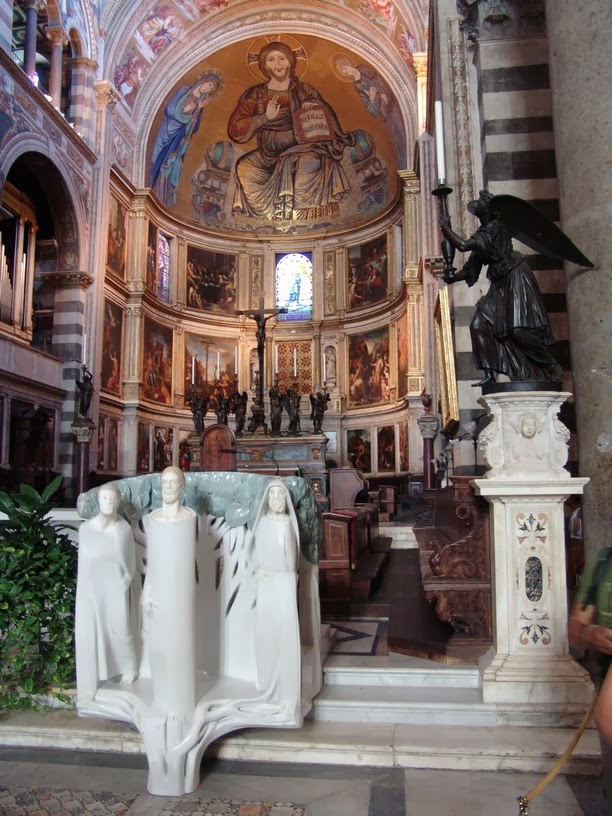
In front of the altar
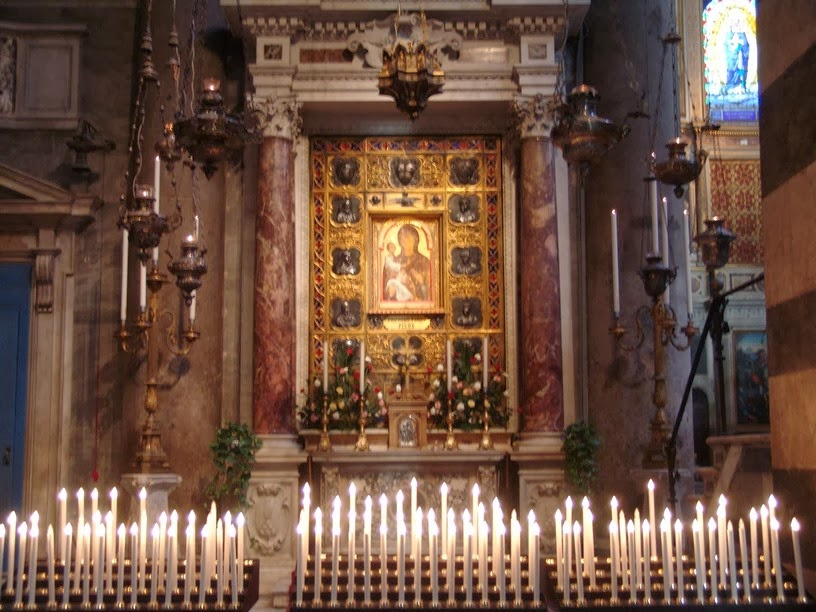
Madonna with Child
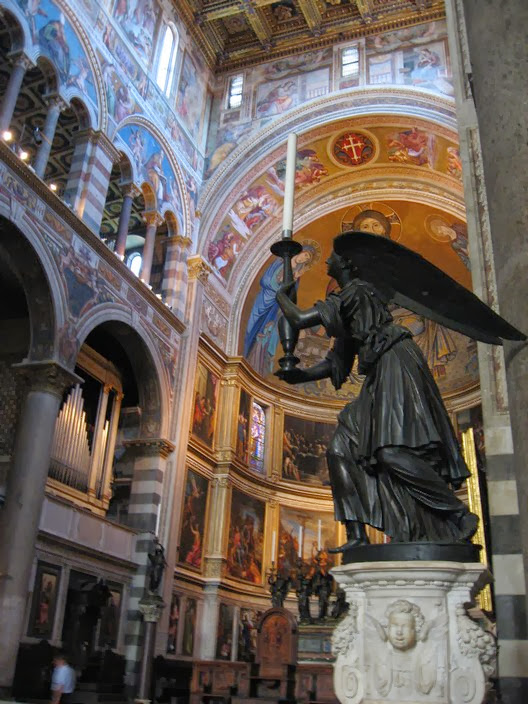
Interior view

## اقرأ أيضا
- بيزا
- سيينا
- فلورنسا
- إلبا